# Surprise (Arizona)
Surprise é uma cidade localizada no estado americano do Arizona, no condado de Maricopa. Foi incorporada em 1960.

## Geografia
De acordo com o United States Census Bureau, a cidade tem uma área de 274,2 km², dos quais 273,9 km² estão cobertos por terra e 0,3 km² por água.

### Localidades na vizinhança
O diagrama seguinte representa as localidades num raio de 24 km ao redor de Surprise.

## Demografia
Segundo o censo nacional de 2010, a sua população é de 117 517 habitantes e sua densidade populacional é de 429,1 hab/km². É a segunda cidade com o maior crescimento populacional dos Estados Unidos, com um crescimento de 281% em relação ao censo de 2000 e a décima mais populosa do Arizona. Possui 52 586 residências, que resulta em uma densidade de 192 residências/km².